# Iassus infectoriae
Iassus infectoriae är en insektsart som beskrevs av Abdul-nour 1998. Iassus infectoriae ingår i släktet Iassus och familjen dvärgstritar. Inga underarter finns listade i Catalogue of Life.